# Radioaktivt material
Radioaktivt material är allt material som innehåller radionuklider och för vilka specifik och total radioaktivitet överskrider gränserna som fastställs i regler, föreskrifter och kärn- och strålsäkerhetsstandarder.